# Hersenbreker
De hersenbreker was rond 1970 - 1980 een vrij algemene puzzelsoort. Deze puzzelsoort komt nauwelijks nog voor.
Het ziet er uit als een gewone kruiswoordpuzzel. Alleen de omschrijving is anders. De letters hebben als waarde de plaats in het alfabet. Dus a = 1, b = 2 ... m = 13, n = 14 ... z = 26

## Voorbeeld
Als omschrijving staat er : Horizontaal: 1) 90
In het diagram kan men zien uit hoeveel letters het woord moet bestaan, in dit geval uit twee letters. De getallen uit de omschrijving zijn het product van de letterwaarde Er is een aantal mogelijkheden :
- zo is 9 x 10 = 90 Dat zou dus de letters i en j opleveren. Daarmee kan geen goed woord gemaakt worden dus moet men kijken naar een volgende mogelijkheid.
- 5 x 18 = 90 levert de e en r op. Daarmee kan het woord re of het woord er gemaakt worden.
- 6 x 15 = 90 dat levert het woord of op.

Lange woorden worden vermeden omdat de producten dan wel erg groot worden, hoewel tot 7 letters wel voorkwam. De letter a (= 1) is een extra moeilijkheid. Eén of meer a’s veranderen het product niet.